# فيل بويد
فيل بويد هو مجدف كندي، ولد في 5 يونيو 1876 في تورونتو في كندا، وتوفي بنفس المكان في 16 نوفمبر 1967.

## وصلات خارجية
- فيل بويد على موقع الاتحاد الدولي للتجديف (الإنجليزية)
- فيل بويد على موقع أوليمبيديا (الإنجليزية)